# Апостол Дошлаков
Апостол Георгиев Дошлаков е български общественик и революционер, деец на Вътрешната македоно-одринска революционна организация.

## Биография
Апостол Дошлаков е роден в битолското село Сърбци, тогава в Османската империя. Присъединява се към ВМОРО и към 1903 година е четник в Македония.
През Балканската война е доброволец в Македоно-одринското опълчение, в 1-ва рота на 4-та Битолска дружина.
По-късно е близък с Никола Киров и участва в дейността на Видинското македонско благотворително братство като председател, а негова секретар-касиерка е Аспасия Каневчева. Оставя спомени от участието си в Илинденско-Преображенското въстание.